# مرصد ألغونكوين الراديوي
مرصد ألغونكوين الراديوي (ARO) هو مرصد راديو يقع في حديقة مقاطعة ألغونكين في أونتاريو، كندا. افتتح في عام 1959 من أجل استضافة عدد من تجارب مجلس كندا الوطني للبحوث في موقع لايوجد بة تداخل موجات راديوية كما يحدث في أوتاوا.
في عام 1962 تم اختيار المرصد كموقع لهوائي مقراب ألغونكين الراديوي (46متر) (150 قدم) أكبر مقراب راديوي في كندا  ويعتبر هذا المقراب الأداة الرئيسية للموقع خلال معظم تاريخه.في وقت سابق من هناك هوائي 10 متر أنشئ في عام 1961 على الرغم من أنه لم يكن مجهز بآلية تحريك حتى عام 1964 . كما يستضيف الموقع ميزر هيدروجين، وهي سمة قياسية للتلسكوبات الراديوية تستخدم لاستقبال القياس عن بعد من بعثات الفضاء السحيق.